# Фищук Олександр Георгійович
Олександр Георгійович Фищук (нар. 12 січня 1958, с. Борівці, Кіцманський район, Чернівецька область) — український політик. Народний депутат України VII скликання. Член партії «Народний фронт».
Колишній Голова Чернівецької обласної державної адміністрації (з 2015 по 23 листопада 2018 року).

## Освіта
У 1984 р. закінчив Чернівецький державний університет, фізичний факультет. У 1992 р. закінчив Чернівецький національний університет, економічний факультет, економіст.

## Кар'єра
1976 р. — водій у Кіцманській автотранспортній колоні № 25032.
1976—1978 рр. — служба в армії.
1978—1979 рр. — інструктор автосправи у Ставчанському навчально-виробничому комбінаті.
1984—1986 рр. — майстер дільниці на заводі «Гравітон».
1986—1989 рр. — слюсар-електрик, старший майстер на Чернівецькому гумовзуттєвому заводі.
1989—1990 рр. — інспектор у Ленінському районному м. Чернівців комітеті народного контролю.
1990—1998 рр. — старший інспектор, начальник відділу податків, заступник начальника інспекції у Державній податковій інспекції у м. Чернівці.
1998—2005 рр. — голова Кіцманської районної держадміністрації.
2005—2011 рр. — голова Державної податкової адміністрації у Чернівецькій області.
З 2012 р. — заступник голови Чернівецького обласного осередку Громадської організації «Фронт Змін».
Член Громадської організації «Фронт Змін», депутат Чернівецької обласної ради з 2010 по 2012.
З 2012 по 2014 — народний депутат України від партії Всеукраїнське об'єднання «Батьківщина», обраний в одномандатному окрузі № 202. Отримав 40,31 % голосів. Член Комітету Верховної Ради з питань бюджету.
5 лютого 2015 року призначений головою Чернівецької обласної державної адміністрації.
23 листопада 2018 року звільнений з посади Голови ОДА.

## Нагороди
- Орден «За заслуги» III ст. (23 листопада 2018) — за вагомий особистий внесок у державне будівництво, соціально-економічний розвиток Чернівецької області, багаторічну сумлінну працю та високий професіоналізм [7]